# Duché de Sorrente
839–1137
Le Duché de Sorrente est un ancien État italien du sud de la péninsule ayant existé entre 839 à 1137. Il s'agit d'une monarchie élective confiée à un duc élu par l'autocratie patricienne.

## Histoire
Le duché de Sorrente est établi sur le fief du duché de Naples dépendant de l'empire byzantin. Au IXe siècle, il devient indépendant de sa métropole napolitaine. Elle dépend dynastiquement des princes de Salerne. En 1137, elle est conquise par Guillaume Guiscard, seigneur de Hauteville, devenu roi de Sicile qui l'incorpore au royaume de Sicile avec l'aide du pape et de mercenaires normands. Le plus illustre des princes de Salerne ayant régné sur le duché de Sorrente fut de loin Serge V de Naples.